# Automobilfabrik Perl
 Automobilfabrik Perl AG  est un ancien fabricant autrichien de tracteurs, d’automobiles, de camions et d’autobus.

## Histoire
Le constructeur automobile suisse Berna étant à la recherche d’une succursale en Autriche trouve, avec  l’ingénieur et entrepreneur Gustav Rudolf Perl, un partenaire approprié dans le quartier viennois de Liesing, Atzgersdorf. Cependant, le siège de l’entreprise était situé dans le centre-ville, au n° 4 de la Friedrichstraße.
Le bâtiment, conçu en 1912 par l’architecte Hans Prutscher, le frère d’Otto Prutscher, abrite aujourd’hui un hôtel. Le bâtiment a été placé sous la protection des monuments. La coopération est scellée en 1910. Perl produisait initialement des tracteurs et des charrues à moteur à Vienne sous son propre nom. Peu de temps avant la fin de la monarchie austro-en Autriche, Perl est nommé fournisseur de la cour. En 1922, Automobilfabrik Perl AG est officiellement fondée.

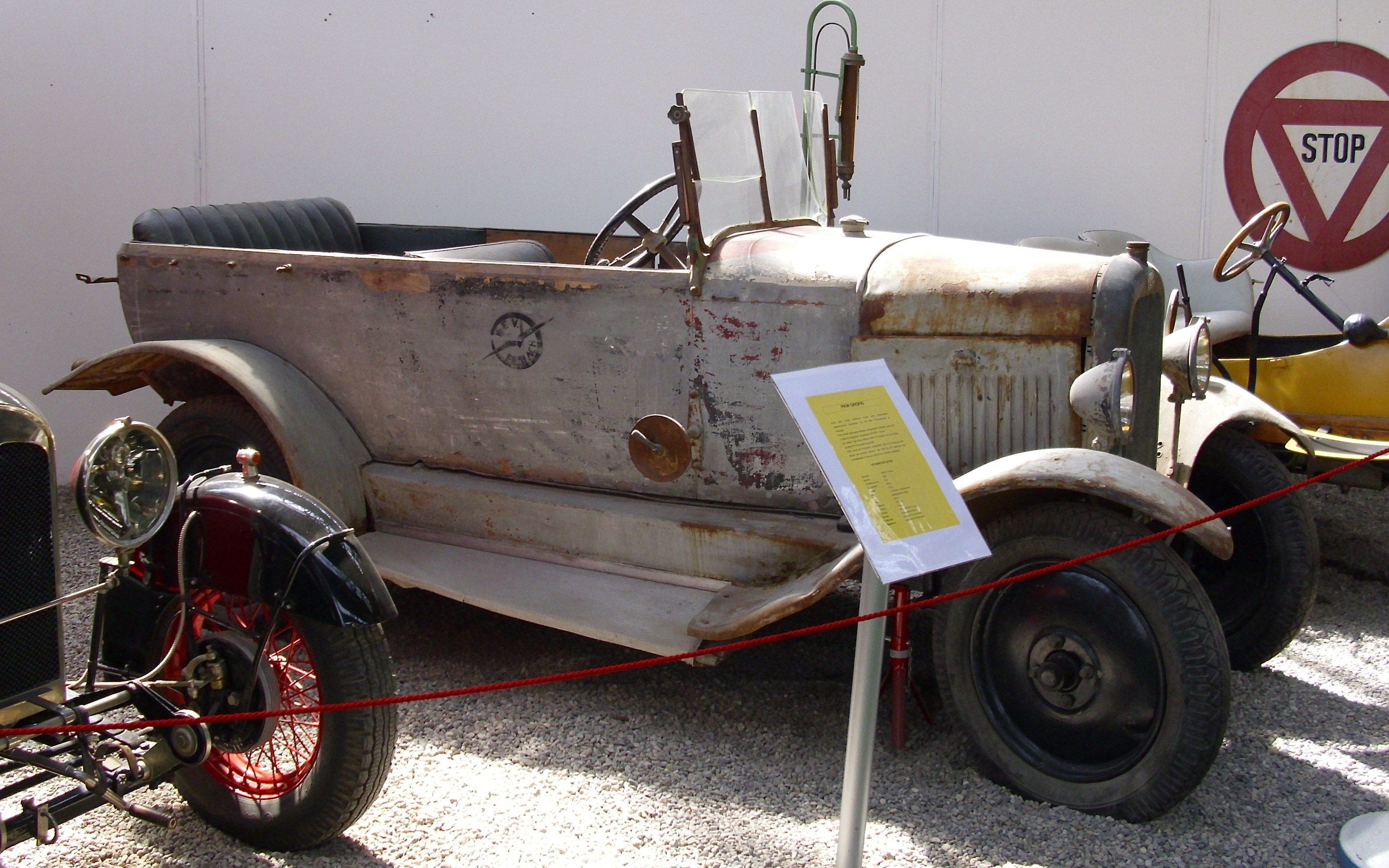
Perl 1924.
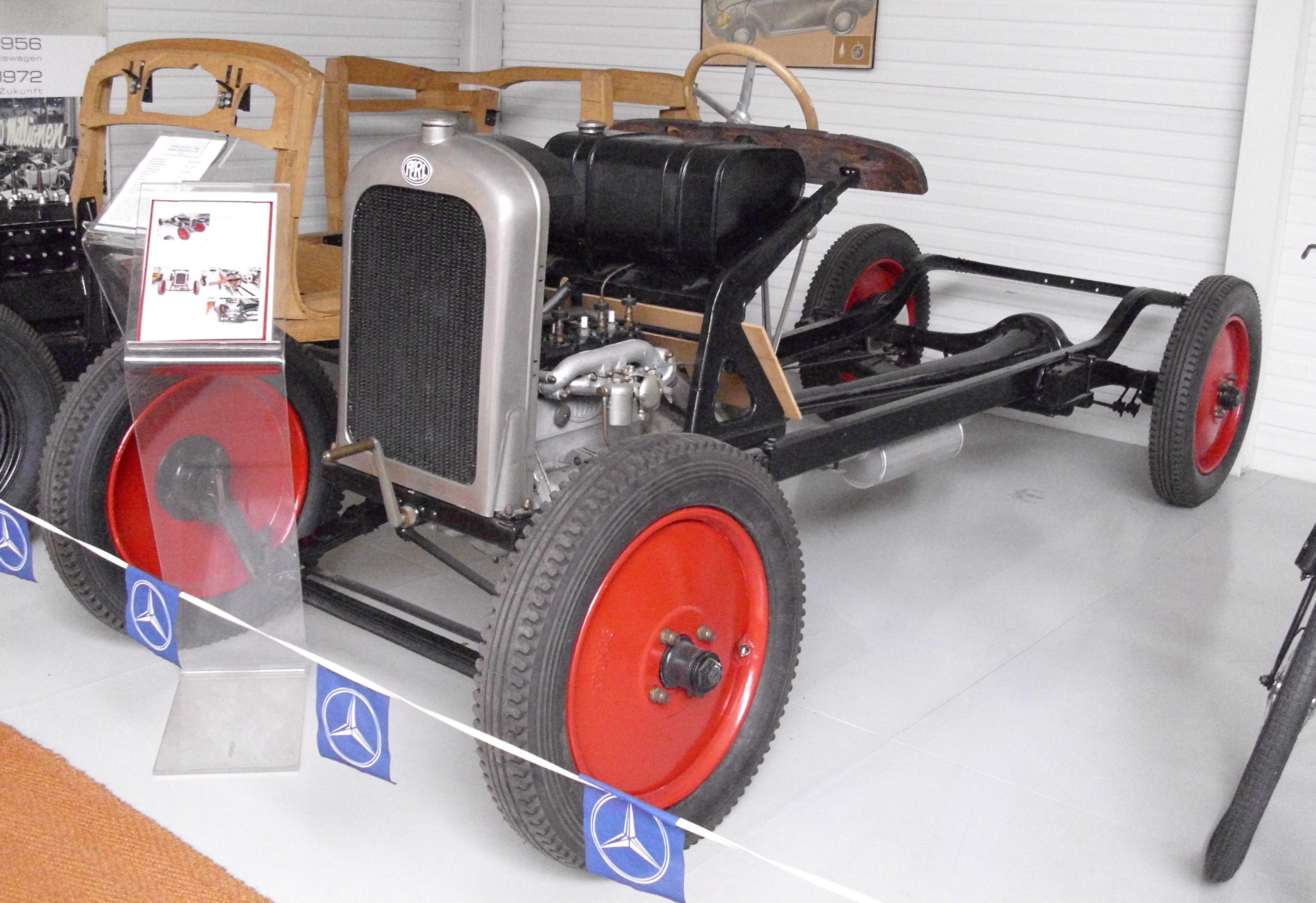
Perl 4-17 PS Suprema.
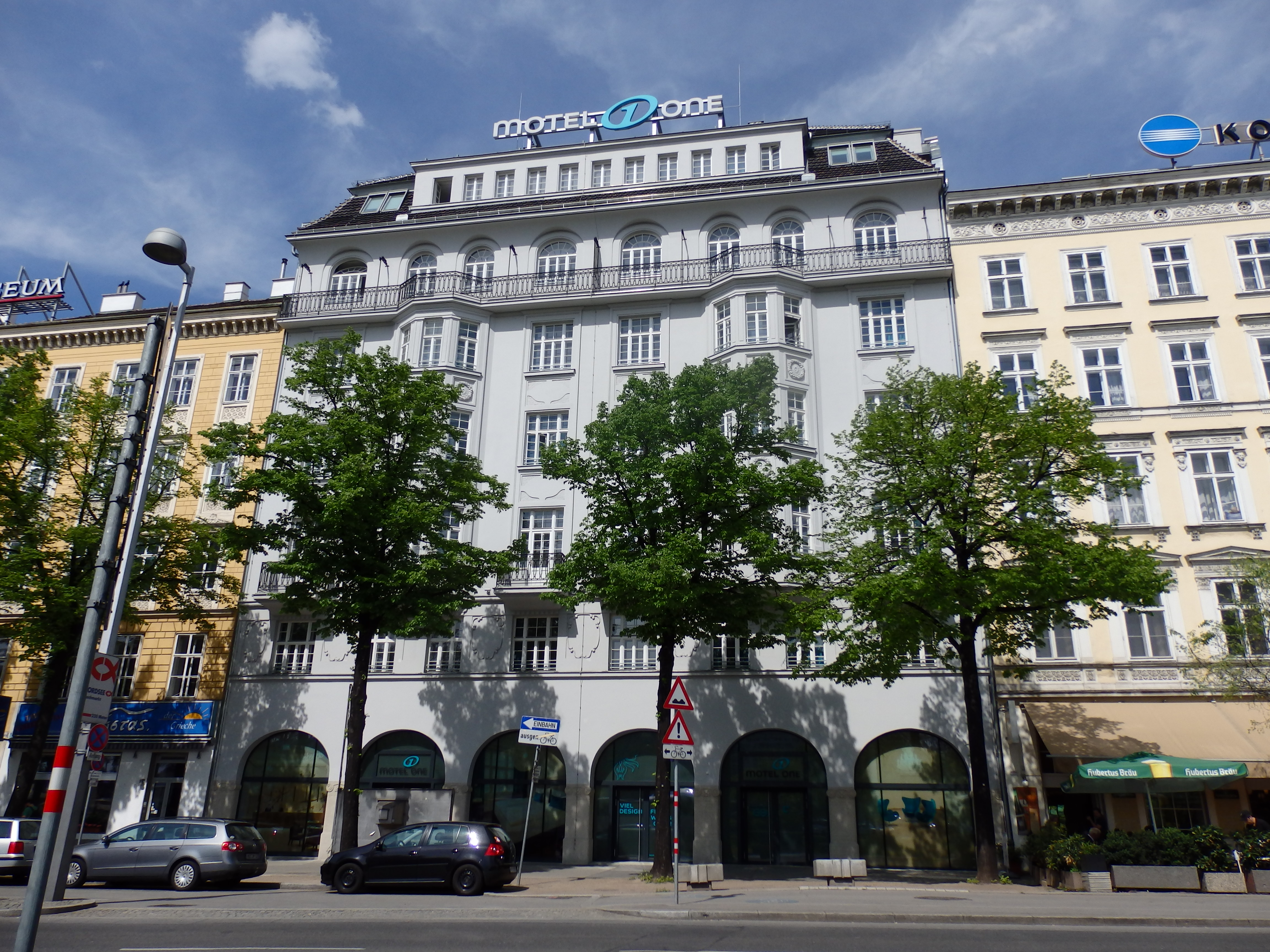
n° 4 de la Friedrichstraße.

À partir de 1935, l’entreprise Perl entre dans une communauté d’intérêts à partir de 1935 avec la Wiener Automobilfabrik AG, plus connue sous le nom de Gräf & Stift. En 1939, l’usine automobile Perl est entièrement reprise par Gräf & Stift. C’est dans les bâtiments de l’usine de l’ancienne usine Perl que l’on produisait les carrosseries des véhicules Gräf & Stift. L’ancien propriétaire de l’entreprise, Gustav Perl, a fondé un nouveau petit atelier dans le quartier de Breitensee à Vienne.
En 1927, le propriétaire de l’usine automobile Perl, Gustav Rudolf Perl, et l’aristocrate de Salzbourg Franz Graf Schaffgotsch fondent la « LOBEG » Lastauto und Omnibusgesellschaft. L’une des raisons pour Perl était d’augmenter les ventes de ses propres bus Perl L6, L8 et L600.
En 1931, LOBEG, qui possédait à l’époque 157 bus et 45 camions, était endetté à hauteur de plus de 9 millions de schillings. La même année, l’entreprise est reprise par les chemins de fer fédéraux autrichiens. Certains bus Perl L8 ex LOBEG ont été convertis par le BBÖ en autorails VT 60. La conversion aux autorails a été réalisée par la société Maschinenfabrik Carl Goldeband.
Les logos spécifiques au véhicule sur le radiateur variaient en fonction du type.

## Production Perl
- Petite voiture Perl 3/14 CV (1922-1928)[3], [4]

Alésage 55 mm, Course 88 mm, Cylindrée 836 cm3,
Puissance de freinage maximale de 14 ch, boîte de vitesses à trois rapports. Disponible en tant que
Biplace sportive, triplace sportive, triplace de tourisme, taxi, berline trois places et fourgonnette de livraison, Pneus 715 x 115 mm, Selon l’article de journal, le nombre de véhicules produits est passé à 100 véhicules par mois. Malgré ce nombre probablement unique, la production annuelle aurait dû atteindre quelques centaines de véhicules en 1924.
- Perl 4/17 CV Suprema, (1926-1928)

Alésage 57,5 mm, Course 88 mm, Cylindrée 914 cm3,
Puissance de freinage maximale de 18 ch
- Perl Cyclecar [6], [7](1922) Poids 450 kg, vitesse maximale 80 km/h
- Perl B.B. 3/16 [8]
- Perl L6 11/44; Alésage 73 mm, Course 120 mm, Cylindrée 3 013 cm3,

Puissance de freinage maximale de 44 ch
- Perl L8,

Alésage 105 mm, Course 133 mm, Cylindrée 6 910 cm3,
Puissance de freinage maximale de 85 ch
- Perl L600
- Perl L6000
- Perl D4, [9] Alésage 98 mm, Course 108 mm, Cylindrée 3 258 cm3,

Puissance de freinage maximale de 50 ch, Empattement 3330 mm,3840 mm, Vitesse maximale 60 km/h, Réservoir de carburant 65 L
- Tracteurs à essence Perl [10] (1919-1922); Production de plusieurs centaines de véhicules